# My Dear Miss Aldrich
Pour plus de détails, voir Fiche technique et Distribution.
My Dear Miss Aldrich est un film américain réalisé par George B. Seitz, sorti en 1937.

## Synopsis
Martha Aldrich est une jeune femme du Nebraska qui hérite d'un journal new-yorkais d'un parent éloigné. Se rendant à la Grosse pomme, elle est accompagnée par sa tante, Mme Lou Atherton. Le rédacteur en chef Ken Morley, dont le journal Globe-Leader est en concurrence féroce avec le Chronicle , refuse d'embaucher une femme comme journaliste. Mais en tant que propriétaire, Aldrich demande à être embauchée et elle fait rapidement la une lorsqu'elle écrit un article sur une naissance royale. 
Cependant, après avoir gardé le silence sur le mariage d'un ami de la société mondaine, Morley la vire. Déterminée à regagner son emploi, Aldrich espionne l'industriel Talbot et le dirigeant syndical Sinclair alors qu'ils négocient secrètement une nouvelle convention collective sur fond de grève. Croyant qu'Aldrich a été enlevé, Morley et Mme Atherton la retrouvent alors que Mme Sinclair tente de déjouer les stratagèmes de la journaliste afin de protéger son mari. Elle obtient son scoop, récupère son travail et épouse Morley, qui est tombé amoureux d'elle.

## Fiche technique
- Titre : My Dear Miss Aldrich
- Réalisation : George B. Seitz
- Scénario : Herman J. Mankiewicz
- Direction artistique : Cedric Gibbons
- Photographie : Charles Lawton Jr.
- Montage : William S. Gray
- Musique : David Snell
- Société de production : Metro-Goldwyn-Mayer
- Pays d'origine :  États-Unis
- Format : Noir et blanc — 35 mm — 1,37:1 — Son : Mono (Western Electric Sound System)
- Genre : Comédie dramatique
- Durée : 74 minutes (1 h 14)
- Dates de sortie :
  -  États-Unis : 17 septembre 1937

## Distribution
- Edna May Oliver : Mrs Atherton
- Maureen O'Sullivan : Martha Aldrich
- Walter Pidgeon : Ken Morley
- Rita Johnson : Ellen Warfield
- Janet Beecher : Mrs Sinclair
- Paul Harvey : Mr Sinclair
- Charles Waldron : Mr Warfield
- Walter Kingsford : Mr Talbot
- Guinn Williams : un préposé
- Leonid Kinskey : un serveur
- J. Farrell MacDonald : 'Doc' Howe
- Robert Greig : le Major Domo

Parmi les acteurs non crédités
- Selmer Jackson : Capitaine
- Edward LeSaint : Américain
- E. Alyn Warren : Docteur
- Francis X. Bushman Jr. : Larry Hauser
- Leonard Carey : William
- Marcelle Corday : Madame Sada
- George Davis : Tony
- James Flavin : Dr. Spitzy Calahan
- Gwen Lee : Hat Saleswoman
- Lya Lys : la reine
- Carl Stockdale : Mr. Harrison
- Don Barclay
- Sonny Bupp
- Adia Kuznetzoff : Servant (scènes supprimées)